# Marin County
Marin County er et county i Californien. Marin County ligger nord for Golden Gate, og Golden Gate-broen forbinder Marin County med San Francisco.
Marin County har ca. 250.000 indbyggere. I maj 2009 havde indbyggerne i Marin County en gennemsnitlig indkomst på $91.480, hvilket gjorde området til nr. fem på listen over højeste gennemsnitsindkomster i USA.

## Kendte personer med nær tilknytning til Marin County
- Isabel Allende, forfatter
- Barbara Boxer, United States Senator
- David Crosby, musiker
- Philip K. Dick, science fictionforfatter
- Sterling Hayden, skuespiller
- Mariel Hemingway, skuespiller
- James Hetfield, musiker
- Janis Joplin, sanger
- Klaus Kinski, skuespiller
- Barry Levinson, filminstruktør
- Tim Lincecum, baseballspiller
- George Lucas, filmproducent og -instruktør
- Van Morrison, sanger
- Connie Nielsen, skuespiller
- Gavin Newsom, politiker
- Sean Penn, skuespiller
- Robin Wright Penn, skuespiller
- Bonnie Raitt, sanger
- Carlos Santana, musiker
- Lars Ulrich, musiker
- Robin Williams, skuespiller